# Cyamops freidbergi
Cyamops freidbergi är en tvåvingeart som beskrevs av Baptista och Wayne N. Mathis 2000. Cyamops freidbergi ingår i släktet Cyamops och familjen savflugor.
Artens utbredningsområde är Madagaskar. Inga underarter finns listade i Catalogue of Life.